# Setmana Catalana de 1999
La Setmana Catalana de 1999, va ser la 36a edició de la Setmana Catalana de Ciclisme. Es disputà en 6 etapes del 22 al 26 de març de 1999. El vencedor final fou el francès Laurent Jalabert de l'equip ONCE per davant de Michael Boogerd i Wladimir Belli.
En aquesta edició tornava a no tenir cap final en alt. Un dels principals favorits era Marco Pantani, vigent campió de Tour i Giro. Els pronòstics semblaven acomplir-se quan va emportar-se la segona etapa, però una caiguda a la tercera, va fer que abandonés l'endemà. Al final la crono de Montjuïc va tornar a ser decisiva, i els tres primers classificats de l'etapa van ser els mateixos que la general final.

## Etapes
| Etapa | Data       | Ciutats d'etapa                                   | km    | Vencedor de l'etapa      | Líder de la general    |
| ----- | ---------- | ------------------------------------------------- | ----- | ------------------------ | ---------------------- |
| 1a    | 22 de març | Lloret de Mar – Lloret de Mar                     | 172,2 | Marcel Wüst (GER)        | Marcel Wüst (GER)      |
| 2a    | 23 de març | Lloret de Mar – Empuriabrava                      | 169,0 | Marco Pantani (ITA)      | Santiago Botero (COL)  |
| 3a    | 24 de març | Castelló d'Empúries - L'Hospitalet de Llobregat   | 176,6 | Bruno Boscardin (SUI)    | Santiago Botero (COL)  |
| 4a    | 25 de març | L'Hospitalet de Llobregat - Cerdanyola del Vallès | 166,2 | Giuliano Figueras (ITA)  | Santiago Botero (COL)  |
| 5a A  | 26 de març | Cerdanyola del Vallès - Cerdanyola del Vallès     | 67,0  | Fabiano Fontanelli (ITA) | Santiago Botero (COL)  |
| 5a B  | 26 de març | Circuit de Montjuïc (CRI)                         | 12,0  | Laurent Jalabert (FRA)   | Laurent Jalabert (FRA) |

### 1a etapa[1]
22-03-1999: Lloret de Mar, 172,2 km.:
|   | Ciclista                  | Equip            | Temps      |
| - | ------------------------- | ---------------- | ---------- |
| 1 | Marcel Wüst (GER)         | Festina-Lotus    | 4h 31' 57" |
| 2 | Erik Zabel (GER)          | Deutsche Telekom | + 19"      |
| 3 | Gian Matteo Fagnini (ITA) | Saeco            | m. t.      |

### 2a etapa[2]
23-03-1999: Lloret de Mar – Empuriabrava, 169,0 km.
|   | Ciclista                   | Equip                 | Temps      |
| - | -------------------------- | --------------------- | ---------- |
| 1 | Marco Pantani (ITA)        | Mercatone Uno-Bianchi | 3h 56' 41" |
| 2 | Michael Boogerd (NED)      | Rabobank              | m. t.      |
| 3 | Claus Michael Møller (DEN) | TVM-Farm Frites       | m. t.      |

### 3a etapa[3]
24-03-1999: Castelló d'Empúries - L'Hospitalet de Llobregat, 176,6 km.:
|   | Ciclista              | Equip                    | Temps      |
| - | --------------------- | ------------------------ | ---------- |
| 1 | Bruno Boscardin (SUI) | Post Swiss Team          | 4h 29' 33" |
| 2 | Erik Zabel (GER)      | Deutsche Telekom         | + 04' 08"  |
| 3 | Manuel Sanroma (ESP)  | Fuenlabrada-Cafés Toscaf | m. t.      |

### 4a etapa[4]
25-03-1999: L'Hospitalet de Llobregat - Cerdanyola del Vallès, 166,2 km.:
|   | Ciclista                | Equip    | Temps      |
| - | ----------------------- | -------- | ---------- |
| 1 | Giuliano Figueras (ITA) | Mapei    | 4h 04' 45" |
| 2 | Laurent Jalabert (FRA)  | ONCE     | m. t.      |
| 3 | Niki Aebersold (SUI)    | Rabobank | m. t.      |

### 5a etapa A[5]
26-03-1999: Cerdanyola del Vallès - Cerdanyola del Vallès, 67,0 km.:
|   | Ciclista                 | Equip                 | Temps      |
| - | ------------------------ | --------------------- | ---------- |
| 1 | Fabiano Fontanelli (ITA) | Mercatone Uno-Bianchi | 1h 32' 44" |
| 2 | Serguei Smetanin (RUS)   | Vitalicio Seguros     | m.t        |
| 3 | Niki Aebersold (SUI)     | Rabobank              | m.t        |

### 5a etapa B[5]
26-03-1999: Circuit de Montjuïc (CRI), 12,0 km.:
|   | Ciclista               | Equip         | Temps   |
| - | ---------------------- | ------------- | ------- |
| 1 | Laurent Jalabert (FRA) | ONCE          | 15' 58" |
| 2 | Michael Boogerd (NED)  | Rabobank      | + 21"   |
| 3 | Wladimir Belli (ITA)   | Festina-Lotus | + 25"   |

## Classificació General
|    | Ciclista                    | Equip               | Punts       |
| -- | --------------------------- | ------------------- | ----------- |
| 1  | Laurent Jalabert (FRA)      | ONCE                | 18h 56' 13" |
| 2  | Michael Boogerd (NED)       | Rabobank            | + 16"       |
| 3  | Wladimir Belli (ITA)        | Festina-Lotus       | + 19"       |
| 4  | Santiago Botero (COL)       | Kelme               | + 35"       |
| 5  | Juan Carlos Domínguez (ESP) | Vitalicio Seguros   | m.t         |
| 6  | Melcior Mauri (ESP)         | Benfica             | + 51"       |
| 7  | Giuliano Figueras (ITA)     | Mapei               | + 55"       |
| 8  | Bart Voskamp (NED)          | Rabobank            | + 57"       |
| 9  | Fabio Malberti (ITA)        | Riso Scotti-Vinavil | + 01' 01"   |
| 10 | Niki Aebersold (SUI)        | Rabobank            | + 01' 03"   |